# Susan Bottomly
Susan Dunn Whittier Bottomly (nacida el 1 de octubre de 1948), también conocida como International Velvet, es una modelo y actriz retirada estadounidense.
Bottomly comenzó su carrera como modelo de moda en 1965, apareciendo en la portada de Mademoiselle. Al año siguiente, se trasladó a Nueva York y se unió a la Andy Warhol's Factory como superestrella Warhol. Pasó a llamarse International Velvet y protagonizó varias películas, como Chelsea Girls (1966), Paraphernalia (1966), Since (1966), Superboy (1966) y **** (The 24 Hour Movie) (1967).

## Vida y carrera

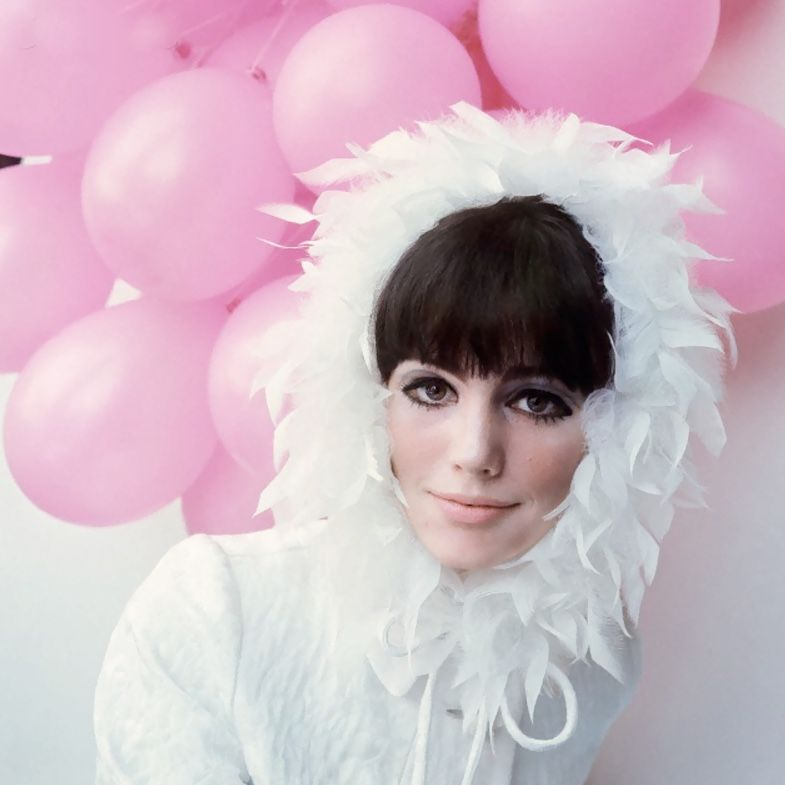
La imagen de Susan Bottomly por David McCabe que fue usada para la portada de Mademoiselle en diciembre de 1965.

### Primeros años y educación
Susan Bottomly procedía de una antigua familia de Nueva Inglaterra. Su padre, John S. Bottomly, fue ayudante del fiscal general de Massachusetts y procesó al Boston Strangler.
Bottomly fue una niña voluntariosa que asistió a internados. Fue expulsada de la escuela cuatro veces. Asistió a la Milton Academy en Milton, Massachusetts.
A los dieciséis años, Bottomly empezó a trabajar como modelo para la Ford Modeling Agency. Apareció en la portada de la revista Mademoiselle en diciembre de 1965, fotografiada por el fotógrafo de moda británico David McCabe.
En 1966, Bottomly se graduó en el internado Hannah More Academy de Reisterstown, Maryland. Como debutante, representó a Wellesley en el Bachelor's Ball celebrado en el Statler Hilton de Boston en junio de 1966.

### Andy Warhol y the Factory
En 1966, Bottomly conoció al poeta y cineasta Gerard Malanga en una fiesta del poeta Rene Ricard en Boston. Malanga quedó prendado al instante y realizó Prelude to International Velvet Debutante, un cortometraje casero. "Era consciente de que estaba haciendo la primera película de Susan Bottomly y, en cierto sentido, estaba haciendo mi propio descubrimiento de superestrella ... De modo que, cuando volví a Nueva York, pude decir, 'Ya ha aparecido en una película. Y es mi película", dijo Malanga. Bottomly regresó a Nueva York con Malanga y residieron en una habitación pagada por los padres de ella en el Chelsea Hotel.
Malanga había sido ayudante de estudio del artista pop Andy Warhol y le presentó a Bottomly con entusiasmo. Warhol la invitó a unirse a su Factory como superestrella de Warhol: "Sentía mucho afecto por Andy. No era muy hablador, pero tenía un carisma extraordinario que te daba permiso y licencia para ser más libre de lo que yo había sido capaz", dijo Bottomly.
En palabras de Warhol, Bottomly era "muy guapa". Una morena alta, de cuello largo y físico grácil que impresionó profundamente al artista. Trabajaba diligentemente en su régimen cosmético personal, un proceso que Warhol observaba con fascinación: "Ver a alguien como Susan Bottomly, que tenía unos rasgos tan perfectos, llenos y finos, haciendo todo esto en su cara era como ver a una bella estatua pintándose a sí misma."
Bottomly se convirtió rápidamente en la estrella revelación del grupo y, a pesar de ser la sucesora de Edie Sedgwick, la superestrella de Warhol, no había animosidad entre ellas. "Edie fue muy amable y dulce, muy amistosa conmigo. Era la abeja reina cuando llegué a the Factory", cuenta Bottomly.

Protagonizó la película de the Factory Paraphernalia (1966) y el cortometraje mudo Superboy (1966). Su paso por la Factory iluminó su belleza y parecía atraer a la gente con una gracia y un encanto etéreos. Warhol admitió: "Había otras chicas tan guapas como Susan Bottomly, pero su forma de moverse la hacía aún más bella. La gente siempre quería saber 'quién era?'"

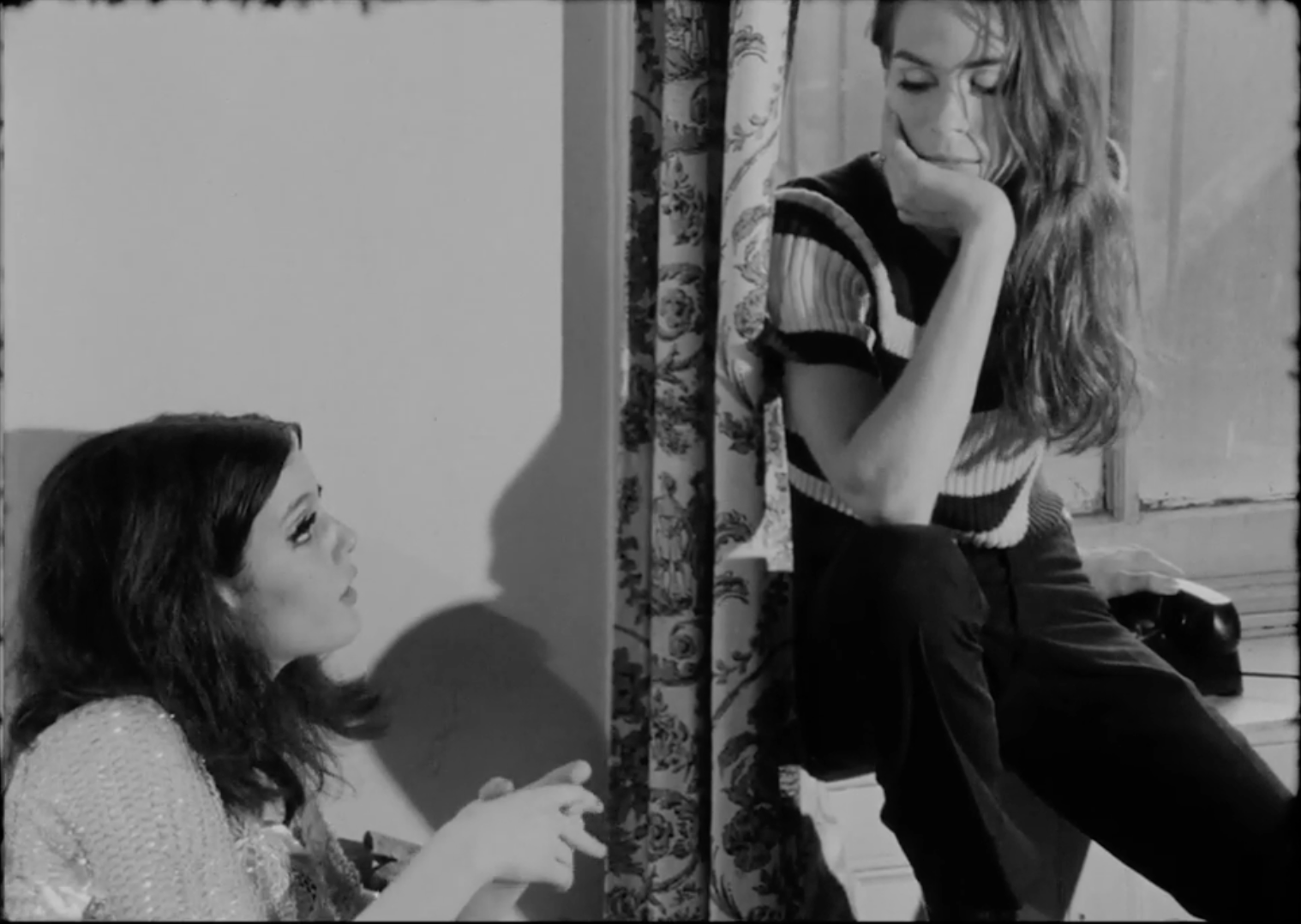
Susan Bottomly (I) pregunta a Mary Woronov (D) por qué no contesta al teléfono de Bottomly. Fotograma de The Chelsea Girls (1966).

Bottomly protagonizó Chelsea Girls (1966), que se rodó durante el verano de 1966. Apareció en tres segmentos de la película, de tres horas de duración y pantalla dividida. Uno de los segmentos, titulado Hanoi Hannah por el personaje de Mary Woronov, mostraba a Bottomly, Woronov e Ingrid Superstar conversando en la habitación de Bottomly en el Hotel Chelsea. La escena muestra a Bottomly interpretando a un personaje pasivo en yuxtaposición al personaje cortante y agresivo de Woronov, Hanoi Hannah. Antes del rodaje, Bottomly informó a Warhol y Woronov de que estaba esperando una llamada de una importante agencia de modelos y que, si sonaba, tendría que contestar durante el rodaje. Cuando llegó la llamada, Woronov se lo quitó de las manos a Bottomly y le impidió que se lo devolviera. Escaldada, le dijo a Bottomly: "No tienes una llamada. Tienes un culo gordo". Bottomly huyó del plató llorando, aunque más tarde volvió para terminar la escena.
Esta escena dio lugar a muchas especulaciones sobre la relación entre Bottomly y Woronov. En su libro, Woronov recuerda que "Velvet era una vaga; una chica vaga, desordenada pero sexy como la ropa interior y el perfume... era una chica de sociedad de Boston que esperaba seguir los pasos de Edie Sedgwick, pasos que parecían llevar directamente a la habitación de goma por lo que yo veía, pero ese era su problema; yo estaba más que dispuesto a ser el primer paso para llevarla allí. Ella era mía, mi víctima, según el guión, que era un montaje muy sadomasoquista, en el que yo era la parte S."
En esa época, Warhol era el mánager de the Velvet Underground, un grupo de rock de vanguardia. Bottomly apareció en la película The Velvet Underground: Tarot Cards, una película sonora de 60 minutos que mostraba a miembros de the Velvet Underground leyendo sus cartas del tarot. Bottomly se involucró con los miembros de Velvet Underground Lou Reed y John Cale, lo que provocó más conflictos en el grupo, que ya se estaba desintegrando.
En otoño de 1966, Bottomly salía con David Croland. Croland diseñó sus grandes pendientes, por los que se hizo famosa. Bottomly y Croland acompañaron a Warhol a fiestas e inauguraciones de galerías, lo que llamó la atención sobre su atrevido estilo. Bottomly fue elegida como una de las tres creadoras de tendencias de la moda neoyorquina por Women's Wear Daily.
Bottomly fue representada por la agencia de modelos Paul Wagner. Apareció en Vogue, Newsweek y Town & Country. Apareció en la portada de febrero de 1967 de la revista Esquire, sentada en un cubo de basura. En 1967, Bottomly hizo una prueba de cámara en Paramount para el papel protagonista del remake estadounidense de la película británica Darling.

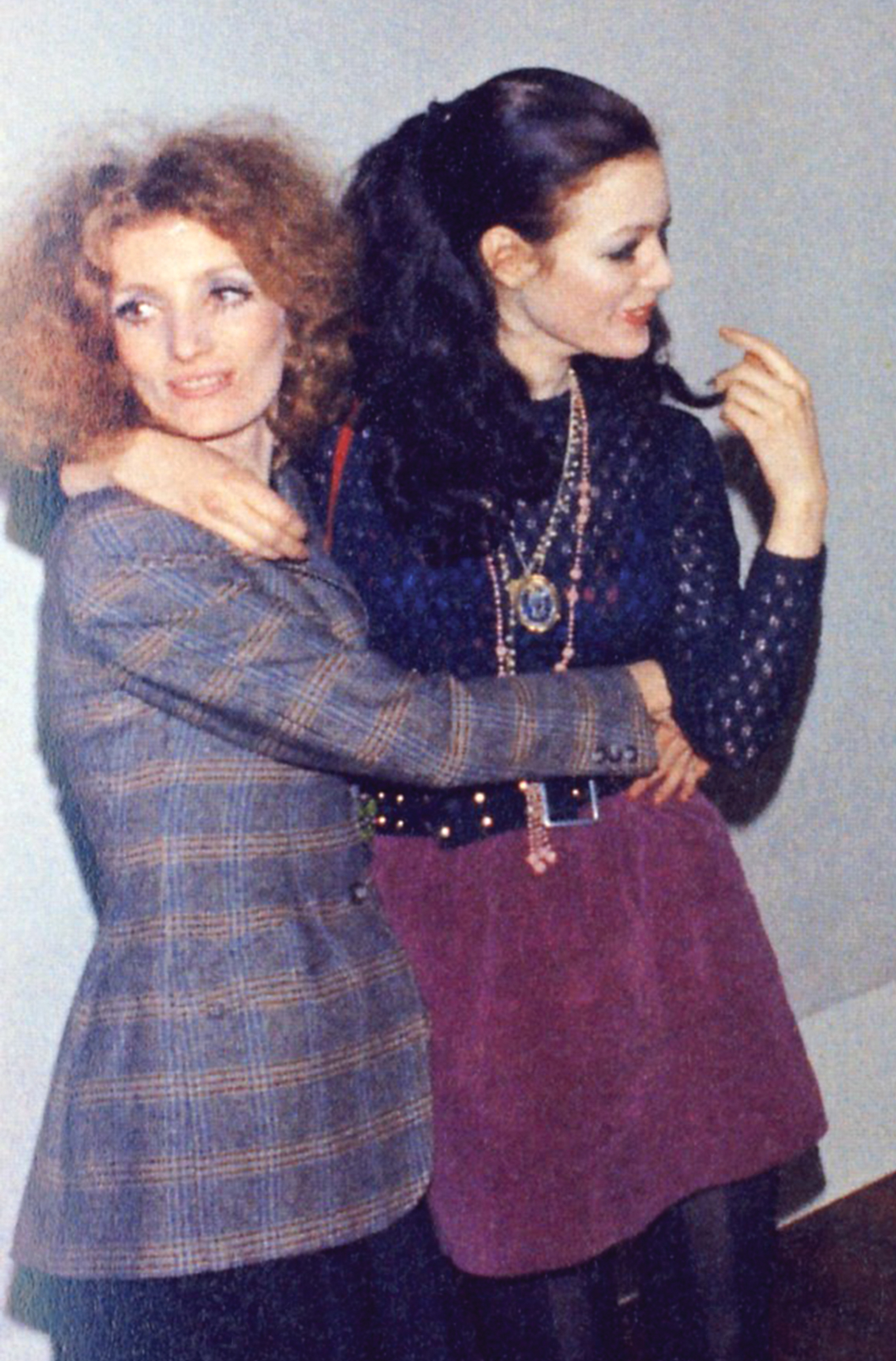
Viva y Susan Bottomly por Billy Name en the Factory, 1968.

Bottomly iba a protagonizar Ciao! Manhattan, cuyo rodaje comenzó en 1967. Finalmente, no firmó para la producción y Edie Sedgewick interpretó a Susan, el personaje principal.
Bottomly asistió al Festival Internacional de Cine de Cannes de 1967 con Warhol para proyectar Chelsea Girls, pero la película no se proyectó. "Las autoridades del festival explicaron que la película era demasiado larga, que había problemas técnicos, que no había tiempo." Bottomly y Croland habían planeado inicialmente quedarse en Francia durante dos semanas, pero acabaron viviendo en París durante un año.
Después de que Bottomly conociera a la estrella francesa de matiné Christian Marquand, ella y Croland se separaron en 1968. Fue elegida para un papel secundario en la película Candy (1968). En la película, corre por una calle gritando "Candy! Your forgot the shoe!". Tras el rodaje, Marquand la llevó a Italia para trabajar en el Living Theatre, donde permaneció tres meses.
Cuando regresó a Nueva York, Bottomly apareció junto a otros miembros de Factory en Midnight Cowboy (1969), de John Schlesinger, que se rodó tras el intento de asesinato de Warhol en 1968. A finales de ese año, Bottomly abandonó la Factory cuando Viva, la superestrella de Warhol, estaba ganando popularidad. "Recuerdo que me daba un poco de reparo el hecho de que Viva se estuviera convirtiendo en alguien más importante que yo. Por otro lado, sabía que había llegado el momento de seguir adelante, así que no me supuso un gran problema," recuerda.

### Carrera posterior
En 1969, Bottomly se casó con Frederick Terry Krementz en casa de sus padres, en Wellesley, Massachusetts. Como fotógrafo de moda, Krementz se hacía llamar Tony Kent. La pareja se trasladó a París y Bottomly cambió su nombre por el de Susan Kent. Continuó ejerciendo de modelo en la década de 1970, apareciendo sobre todo en revistas europeas como Vogue Paris, Vogue Italia y Elle France. Fue portada de la revista Cosmopolitan en agosto de 1975 y octubre de 1976.
Tras divorciarse, dirigió la agencia de modelos Uno en Salt Lake City, Utah, en la década de 1980.